# Dara Jingga
Dara Jingga, fue una de las princesas malayas de Dharmasraya, destinada a ser presentada al rey javanés Kertanegara de Singhasari después de la expedición de Pamalayu 1275-1293. Era la hermana mayor de Dara Petak, la consorte de Kertarajasa Jayawardhana, rey de Majapahit. Se casó con Adwayabrahma (Mahisa Anabrang) y fue la madre de Adityawarman, quien más tarde fue rey en su reino natal Dharmasraya en Sumatra. El nombre Dara Jingga en malayo antiguo significa "paloma escarlata". 

## Biografía
Dara Jingga era la hija del Rey Srimat Tribhuwanaraja Mauliawarmadewa del Reino Dharmasraya en Sumatra, y fue enviada a Java para ser presentada al Rey Singhasari. Este reino de Sumatra se convirtió en vasallo de Singhasari en 1286. Según el Pararaton, diez días después de la expulsión de las fuerzas mongolas invasoras de Java, la expedición de Pamalayu dirigida por Mahisa Anabrang regresó a Java. La expedición había sido enviada por el rey Singhasari Kertanegara en 1275 para conquistar Sumatra. Las tropas javanesas que regresaron trajeron a dos princesas malayas, las hermanas Dara Jingga y Dara Petak para que fueran presentadas a Kertanagara. 
Las dos princesas originalmente estaban destinadas a Kertanagara, sin embargo, debido a que el Rey Singhasari había muerto, su heredero Raden Wijaya tomó a Dara Petak en matrimonio. Según el Pararaton, Dara Jingga es mencionada como sira alaki dewa, quien tiene un esposo dewa, y se refiere a Adwayabrahma (Mahisa Anabrang), un general Singhasari, el comandante de la expedición de Pamalayu. 
Dara Jingga se casó con Mahisa Anabrang, vivió en la capital de Majapahit y tuvo un hijo, Adityawarman. 

### Regreso a Sumatra
Después de vivir durante un período en Majapahit, Dara Jingga regresó a su tierra natal, el reino Dharmasraya en Sumatra. Probablemente regresó para acompañar a su hijo, Adityawarman, designado por el rey Majapahit como gobernante de Sumatra bajo la protección del mandala de Majapahit. En Sumatra, Dara Jingga tuvo una posición importante, según la crónica Minangkabau Tambo, Dara Jingga es identificada como la primera Bundo Kanduang, la matriarca de la sociedad Minangkabau. 